# Historique de la draft des Hornets de Charlotte
Le tableau suivant établit l'historique des sélections de la draft des Hornets de Charlotte, au sein de la National Basketball Association (NBA) depuis 1988. 
Ils ont également réalisé deux drafts d'expansion en 1988 et 2004.

## Légende
|  | Joueur intronisé au Basketball Hall of Fame          |
|  | Joueur sélectionné en premier choix lors de sa draft |
|  | Joueur ayant participé au NBA All-Star Game          |

## Sélections

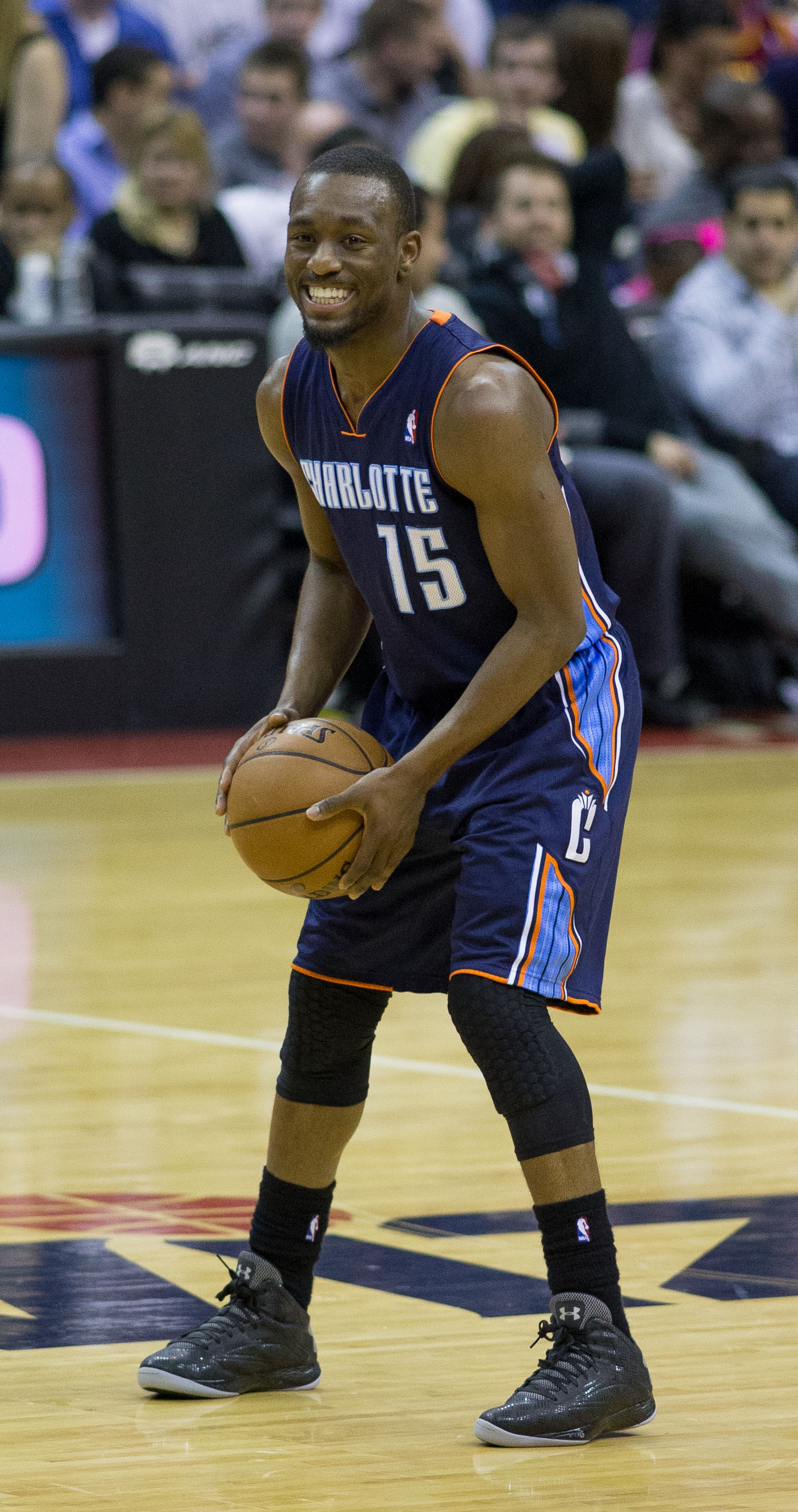
Kemba Walker, sélectionné en 2011.

| Année | Tour | Choix | Nom du joueur           | Provenance                              |
| ----- | ---- | ----- | ----------------------- | --------------------------------------- |
| 2024  | 1    | 6     | Tidjane Salaün          | Cholet Basket (France)                  |
| 2024  | 2    | 42    | KJ Simpson              | Buffaloes du Colorado                   |
| 2023  | 1    | 2     | Brandon Miller          | Crimson Tide de l'Alabama               |
| 2023  | 1    | 27    | Nick Smith              | Razorbacks de l'Arkansas                |
| 2023  | 2    | 34    | Colby Jones             | Musketeers de Xavier                    |
| 2023  | 2    | 39    | Mouhamed Gueye          | Cougars de Washington State             |
| 2023  | 2    | 41    | Amari Bailey            | Bruins de l'UCLA                        |
| 2022  | 1    | 13    | Jalen Duren             | Tigers de Memphis                       |
| 2022  | 1    | 15    | Mark Williams           | Blue Devils de Duke                     |
| 2022  | 2    | 45    | Josh Minott             | Tigers de Memphis                       |
| 2021  | 1    | 11    | James Bouknight         | Connecticut                             |
| 2021  | 2    | 56    | Scottie Lewis           | Florida                                 |
| 2021  | 2    | 57    | Balša Koprivica         | Florida State                           |
| 2020  | 1    | 3     | LaMelo Ball             | Illawarra Hawks (Australie)             |
| 2020  | 2    | 32    | Vernon Carey Jr.        | Blue Devils de Duke                     |
| 2020  | 2    | 56    | Grant Riller            | Cougars de Charleston                   |
| 2019  | 1    | 12    | P. J. Washington        | Kentucky                                |
| 2019  | 2    | 36    | Cody Martin             | Nevada                                  |
| 2018  | 1    | 11    | Shai Gilgeous-Alexander | Kentucky                                |
| 2018  | 2    | 55    | Arnoldas Kulboka        | Orlandina Basket (Italie)               |
| 2017  | 1    | 11    | Malik Monk              | Kentucky                                |
| 2017  | 2    | 31    | Frank Jackson           | Duke                                    |
| 2016  | 1    | 22    | Malachi Richardson      | Syracuse                                |
| 2015  | 1    | 9     | Frank Kaminsky          | Wisconsin                               |
| 2015  | 2    | 39    | Juan Pablo Vaulet       | Estudiantes de Bahía Blanca (Argentine) |
| 2014  | 1    | 9     | Noah Vonleh             | Indiana                                 |
| 2014  | 1    | 24    | Shabazz Napier          | Connecticut                             |
| 2014  | 2    | 45    | Dwight Powell           | Stanford                                |
| 2013  | 1    | 4     | Cody Zeller             | Indiana                                 |
| 2012  | 1    | 2     | Michael Kidd-Gilchrist  | Kentucky                                |
| 2012  | 2    | 31    | Jeffery Taylor          | Vanderbilt                              |
| 2011  | 1    | 9     | Kemba Walker            | Connecticut                             |
| 2011  | 1    | 19    | Tobias Harris           | Tennessee                               |
| 2011  | 2    | 39    | Jeremy Tyler            | Tokyo Apache (Japon)                    |
| 2009  | 1    | 12    | Gerald Henderson Jr.    | Duke                                    |
| 2009  | 2    | 40    | Derrick Brown           | Xavier                                  |
| 2009  | 2    | 54    | Robert Vaden            | UAB                                     |
| 2008  | 1    | 9     | D. J. Augustin          | Texas                                   |
| 2008  | 1    | 20    | Alexis Ajinça           | Hyères-Toulon (France)                  |
| 2008  | 2    | 38    | Kyle Weaver             | Washington State                        |
| 2007  | 1    | 8     | Brandan Wright          | North Carolina                          |
| 2007  | 1    | 22    | Jared Dudley            | Boston College                          |
| 2006  | 1    | 3     | Adam Morrison           | Gonzaga                                 |
| 2006  | 2    | 50    | Ryan Hollins            | UCLA                                    |
| 2005  | 1    | 5     | Raymond Felton          | North Carolina                          |
| 2005  | 1    | 13    | Sean May                | North Carolina                          |
| 2004  | 1    | 2     | Emeka Okafor            | Connecticut                             |
| 2004  | 2    | 45    | Bernard Robinson        | Michigan                                |
| 2001  | 1    | 16    | Kirk Haston             | Indiana                                 |
| 2000  | 1    | 19    | Jamaal Magloire         | Kentucky                                |
| 1999  | 1    | 3     | Baron Davis             | UCLA                                    |
| 1999  | 2    | 43    | Lee Nailon              | TCU                                     |
| 1998  | 1    | 21    | Ricky Davis             | Iowa                                    |
| 1998  | 2    | 50    | Andrew Betts            | Long Beach State                        |
| 1996  | 1    | 13    | Kobe Bryant             | Lower Merion                            |
| 1996  | 1    | 16    | Tony Delk               | Kentucky                                |
| 1996  | 2    | 44    | Malik Rose              | Drexel                                  |
| 1995  | 1    | 22    | George Zidek            | UCLA                                    |
| 1994  | 2    | 38    | Darrin Hancock          | Kansas                                  |
| 1993  | 1    | 17    | Greg Graham             | Indiana                                 |
| 1993  | 1    | 20    | Scott Burrell           | Connecticut                             |
| 1992  | 1    | 2     | Alonzo Mourning         | Georgetown                              |
| 1992  | 2    | 35    | Tony Bennett            | Wisconsin-Green Bay                     |
| 1991  | 1    | 1     | Larry Johnson           | UNLV                                    |
| 1991  | 2    | 28    | Kevin Lynch             | Minnesota                               |
| 1990  | 1    | 5     | Kendall Gill            | Illinois                                |
| 1990  | 2    | 39    | Steve Scheffler         | Purdue                                  |
| 1989  | 1    | 5     | J. R. Reid              | North Carolina                          |
| 1989  | 2    | 29    | Dyron Nix (en)          | Tennessee                               |
| 1988  | 1    | 8     | Rex Chapman             | Kentucky                                |
| 1988  | 2    | 34    | Tom Tolbert             | Arizona                                 |
| 1988  | 3    | 58    | Jeff Moore (en)         | Auburn                                  |